# Nyurba
Nyurba (oroszul: Нюрба) város Oroszországban, Jakutföldön, a Nyurbai járás székhelye. Az eredetileg Leninről elnevezett járást 1992-ben nevezték át mai nevére.
Népessége: 10 157 fő (a 2010. évi népszámláláskor).

## Elhelyezkedése
Jakutszktól 846 km-re (vagy 812 km-re) északnyugatra, a Viljuj (a Léna mellékfolyója) bal partján helyezkedik el. A városon át vezet a – csak részben elkészült – „Viljuj” nevű A331-es főút. 

## Története
A 18-19. század fordulóján a mai város helyén még tó volt. 1824-ben csatornát ástak, a tó vizét levezették a Viljujba, és a kiszáradt helyen kis települést hoztak létre.
A mai falut 1930-ban alapították. Már az 1950-es években megkezdődött a terület geológiai feltérképezése, a lehetséges gyémántlelőhelyek felkutatása. 1952-ben földtani kutató expedíció bázisát rendezték be a településen, később helikopterek állomásoztak a határában. 1958-ban Nyurbát városi jellegű településsé, 1998-ban várossá nyilvánították.

## Gyémántbányászat
1994-ben és 1996-ban két gyémánttartalmú kimberlit kürtőt fedeztek fel a járás területéhez tartozó ún. Nakini ércmezőn (Nakin a Márha bal oldali mellékfolyója). Kiaknázásukra az ALROSZA gyémántipari holding leányvállalataként 1997-ben ALROSZA-Nyurba néven részvénytársaságot alapítottak. A Nyurba székhelyű új cég az alapításakor szerződésben vállalta, hogy részt vesz a járás gazdasági és szociális problémáinak megoldásában, saját korszerű székházát is a városban építette fel. Kinézetre azonban Nyurba elsősorban falusi jellegű jakut település maradt, – ellentétben a korábban keletkezett Mirnij és Udacsnij  „gyémántváros”-sal. 
A nyurbai lelőhely ipari méretű kitermelése 2002-ben, az ahhoz viszonylag közeli botuobinszki kürtőé 2015-ben kezdődött. A lelőhelyen, Nyurbától kb. 200 km-re északra, a Nakin folyó torkolata közelében 600 fős munkatelep létesült. Ugyanott épült fel másfél év alatt a nagy teljesítményű dúsítóüzem, melyet 2003 augusztusában helyeztek üzembe.
A részvényesek közgyűlése 2019. október 31-én elhatározta a cég feloszlatását (2020. december 31-i határidővel). A részvények 97,48%-át az ALROSZA holding birtokolja, a termelést is ennek az anyacégnek a különféle részlegei végzik.